# Mohamed Salmeen
Mohamed Salmeen (né le 4 novembre 1980) est un footballeur international bahreïni.